# Associazione Calcio Padova 1922-1923
Questa pagina raccoglie le informazioni riguardanti l'Associazione Calcio Padova nelle competizioni ufficiali della stagione 1922-1923.

## Rosa
| N. |                   | Ruolo | Calciatore          |
| -- | ----------------- | ----- | ------------------- |
|    | Italia (bandiera) | P     | Fantoni             |
|    | Italia (bandiera) | P     | Renato Paglianti    |
|    | Italia (bandiera) | P     | Cesare Zancanaro    |
|    | Italia (bandiera) | D     | Gianangelo Barzan   |
|    | Italia (bandiera) | D     | Primo Danieli       |
|    | Italia (bandiera) | D     | Aldo Fagiuoli       |
|    | Italia (bandiera) | D     | Gustavo Francesconi |
|    | Italia (bandiera) | D     | Giuseppe Girani     |
|    | Italia (bandiera) | D     | Lorenzo Modulo      |

| N. |                   | Ruolo | Calciatore       |
| -- | ----------------- | ----- | ---------------- |
|    | Italia (bandiera) | C     | Antonio Busini   |
|    | Italia (bandiera) | C     | Ippolito Favaron |
|    | Italia (bandiera) | C     | Antonio Fayenz   |
|    | Italia (bandiera) | A     | Federico Busini  |
|    | Italia (bandiera) | A     | Girolamo Doni    |
|    | Italia (bandiera) | A     | Feliciano Monti  |
|    | Italia (bandiera) | A     | Giovanni Monti   |
|    | Italia (bandiera) | A     | Pietro Pastore   |

## Risultati

### Prima Divisione

#### Girone C

##### Girone di andata
| Arbitro: | Ortali (Bologna) |

|               |           |              |
| F. Busini 16’ | Marcatori | 13’ Anichini |

| Arbitro: | Guiot (Milano) |

|                                                                                                |           |          |
| F. Busini 15’ (rig.) Barzan 30’, 80’ F. Monti 33’, 44’, 50’, 70’ A. Busini 38’, 55’ Girani 88’ | Marcatori | 5’ Rolle |

| Arbitro: | Bistoletti (Milano) |

|                                |           |               |
| F. Busini 6’ (rig.) Girani 58’ | Marcatori | 11’ Chiusarro |

| Arbitro: | Fontana (Milano) |

|              |           |        |
| Fagiuoli 13’ | Marcatori | 3’ Bay |

| Arbitro: | Enrietti (Torino) |

|              |           |                         |
| Bertucci 13’ | Marcatori | 5’ F. Monti 73’ Pastore |

| Arbitro: | Crivelli Jr. (Milano) |

|                         |           |               |
| Barzan 27’ F. Monti 82’ | Marcatori | 51’ Mattuteia |

| Arbitro: | Pasquinelli (Bologna) |

|                               |           |             |
| G. Monti 10’, 32’ Pastore 48’ | Marcatori | 65’ Roggero |

| Arbitro: | Alfieri (Bologna) |

|                                      |           |  |
| Ricci 4’ Bonino II 7’ Moscardini 65’ | Marcatori |  |

| Arbitro: | Galletti (Genova) |

|  |           |              |
|  | Marcatori | 73’ G. Monti |

##### Girone di ritorno
| Arbitro: | Pinasco (Sestri Ponente) |

|                      |           |              |
| Aimi 30’ Paoloni 72’ | Marcatori | 13’ G. Monti |

| Arbitro: | Cattaneo (Milano) |

|  |           |                            |
|  | Marcatori | 18’ Fagiuoli 86’ F. Busini |

| Arbitro: | Barnabò (Milano) |

|             |           |                      |
| Bollani 20’ | Marcatori | 73’ (rig.) A. Busini |

| Arbitro: | Sanguineti (Genova) |

|  |           |                            |
|  | Marcatori | 24’ A. Busini 50’ G. Monti |

| Arbitro: | Livraghi (Milano) |

|                                   |           |                |
| F. Busini 3’ (rig.) A. Busini 23’ | Marcatori | 64’ Bissolotti |

| Arbitro: | A.Crivelli Sr. (Milano) |

|                       |           |  |
| Ticozzelli 66’ (rig.) | Marcatori |  |

| Arbitro: | Alfieri (Bologna) |

|                                   |           |                        |
| F. Busini 17’ (rig.) F. Monti 85’ | Marcatori | 38’ Reveda 48’ Masetti |

| Arbitro: | Cattaneo (Milano) |

|                            |           |  |
| F. Monti 22’ A. Busini 75’ | Marcatori |  |

| Arbitro: | Sanguineti (Genova) |

|                            |           |  |
| Meneghetti 51’ Locarni 88’ | Marcatori |  |

| Arbitro: | Dani (Genova) |

|  |           |                          |
|  | Marcatori | 30’ Pastore 60’ Fagiuoli |

| Arbitro: | Guiot (Milano) |

|                                                               |           |                    |
| A. Busini 11’, 30’ Fagiuoli 38’, 48’, 81’ Parlanti 54’ (aut.) | Marcatori | 15’ (aut.) Fantoni |

| Arbitro: | Bistoletti (Milano) |

|               |           |  |
| F. Busini 10’ | Marcatori |  |

| Arbitro: | Barnabò (Milano) |

|             |           |                            |
| Bonaldi 20’ | Marcatori | 10’ Fagiuoli 85’ A. Busini |

##### Spareggio qualificazione
| Arbitro: | A.Gama (Milano) |

|                    |           |              |
| G. Monti 75’, 101’ | Marcatori | 24’ Banchero |

#### Girone finale - Lega Nord
| Arbitro: | Mauro (Milano) |

|                               |           |              |
| Catto 15’ Santamaria 47’, 52’ | Marcatori | 81’ Fagiuoli |

| Arbitro: | Barnabò (Milano) |

|                                         |           |              |
| Fagiuoli 38’ A. Busini 78’ G. Monti 85’ | Marcatori | 53’ Ardizzon |

| Arbitro: | Venegoni (Legnano) |

|  |           |                            |
|  | Marcatori | 15’ Moruzzi 54’, 75’ Catto |

| Arbitro: | Olivari (Genova) |

|                                      |           |  |
| Rosetta 32’ (rig.) Ardizzon 37’, 71’ | Marcatori |  |

## Statistiche

### Statistiche di squadra
| Competizione                       | Punti | In casa | In casa | In casa | In casa | In casa | In casa | In trasferta | In trasferta | In trasferta | In trasferta | In trasferta | In trasferta | Totale | Totale | Totale | Totale | Totale | Totale | DR  |
| Competizione                       | Punti | G       | V       | N       | P       | Gf      | Gs      | G            | V            | N            | P            | Gf           | Gs           | G      | V      | N      | P      | Gf     | Gs     | DR  |
| ---------------------------------- | ----- | ------- | ------- | ------- | ------- | ------- | ------- | ------------ | ------------ | ------------ | ------------ | ------------ | ------------ | ------ | ------ | ------ | ------ | ------ | ------ | --- |
| Prima Divisione - girone C         | 32    | 11      | 8       | 3       | 0       | 33      | 10      | 11           | 6            | 1            | 4            | 14           | 11           | 22     | 14     | 4      | 4      | 47     | 21     | +26 |
| Prima Divisione - finali Lega Nord | 2     | 2       | 1       | 0       | 1       | 3       | 4       | 2            | 0            | 0            | 2            | 1            | 6            | 4      | 1      | 0      | 3      | 4      | 10     | -6  |

### Statistiche dei giocatori
Fonte:
| Giocatore      | Prima Divisione | Prima Divisione |
| Giocatore      | Presenze        | Reti            |
| -------------- | --------------- | --------------- |
| G. Barzan      | 21              | 3               |
| R. Boldrini II | 0               | 0               |
| A. Busini      | 21              | 9               |
| F. Busini      | 25              | 9               |
| P. Danieli     | 23              | 0               |
| G. Doni        | 5               | 0               |
| A. Fagiuoli    | 27              | 8               |
| . Fantoni      | 17              | -19             |
| I. Favaron     | 1               | 0               |
| A. Fayenz      | 27              | 0               |
| G. Francesconi | 3               | 0               |
| G. Girani      | 27              | 2               |
| L. Modulo      | 27              | 0               |
| F. Monti       | 27              | 5               |
| G. Monti       | 23              | 12              |
| R. Paglianti   | 9               | -10             |
| P. Pastore     | 13              | 3               |
| C. Zancanaro   | 1               | -3              |